# John M. Ford
John Milo Ford ou Dr Mike, né le 10 avril 1957 et décédé le 25 septembre 2006 , est un écrivain américain de science-fiction et de fantasy, également auteur de jeux de rôles et poète.

## Biographie
John Ford est né à East Chicago dans l’Indiana, et a grandi à Whiting dans le même État. Dans le milieu des années 1970, il étudie à l’université d’Indiana. Il publie sa première nouvelle, This, Too, We Reconcile, dans Analog en mai 1976.
Ford s’installe à New York pour travailler au nouvellement fondé Asimov's Science Fiction, où, à partir du milieu de l’année 1978, il publie de la poésie, des fictions, des articles, et commente des jeux ; il est le dixième plus gros contributeur à ce magazine sur la période 1977–2002, bien que n’ayant plus publié que des fictions après septembre 1981. Vers 1990, il s’installe à Minneapolis. En plus d’écrire, il travaille en tant que consultant en informatique, relecteur, aide-soignant dans un hôpital, et secrétaire de rédaction. 
Ford a souffert de complications liées à son diabète dès son enfance, et avait également un dysfonctionnement du rein exigeant une dialyse ; en 2000, il subit une transplantation rénale. Il est retrouvé mort de causes naturelles à son domicile à Minneapolis le 25 septembre 2006 par son épouse depuis le milieu des années 1990, Elise Matthesen (en), essayiste, journaliste et poète.

## Œuvres
Les titres donnés sont les titres originaux.

### Livres
- 1980 – Web of Angels, Pocket Books (en)  (ISBN 0-671-82947-5) ; réédité en 1992 par Tor Books  (ISBN 0-8125-0959-5) : une petite exploration vers ce qui est par la suite qualifié de cyberpunk.
- 1982 – The Princes of the Air, Pocket Books  (ISBN 0-671-44482-4) ; réédité en 1991 par Tor Books  (ISBN 0-8125-0958-7) : un space opera.
- 1983 – The Dragon Waiting, Timescape Books  (ISBN 0-671-47552-5) ; réédité en 1985 par Avon Books  (ISBN 0-380-69887-0) et en 2002 par Gollancz  (ISBN 0-575-07378-0) : une uchronie de fantasy mêlant vampires, les Médicis, et la politique anglaise d’Édouard IV et de Richard III ; a remporté le prix World Fantasy du meilleur roman en 1984.
- 1984 – The Final Reflection, Pocket Books  (ISBN 0-671-47388-3) ; réédité en 1985 par Ultramarine  (ISBN 0-318-37547-8), en 1985 par Gregg Press  (ISBN 0-8398-2885-3) et en 1991 par Pocket Books  (ISBN 0-671-74354-6) : un roman de l’univers Star Trek.
- 1987 – How Much for Just the Planet?, Pocket Books  (ISBN 0-671-62998-0) ; réédité en 1990  (ISBN 0-671-72214-X) et en 1991  (ISBN 0-671-03859-1) : un roman de l’univers Star Trek.
- 1988 – The Scholars of Night, Tor Books  (ISBN 0-312-93051-8) ; réédité en 1989  (ISBN 0-8125-0214-0) : un thriller dans une guerre froide à base de haute technologie, tournant autour d’une pièce perdue de Christopher Marlowe.
- 1989 – Casting Fortune, Tor Books  (ISBN 0-8125-3815-3) : un recueil de nouvelles de l’univers de Liavek.
- 1990 – Fugue State, Tor Books  (ISBN 0-8125-0813-0) : version longue d’une nouvelle publiée dans le no 25 de la collection « Tor Double Novels (en) » avec The Death of Doctor Island de Gene Wolfe.
- 1993 – Growing Up Weightless, Bantam Spectra  (ISBN 0-553-37306-4) ; réédité en 1994  (ISBN 0-553-56814-0) : un roman d’apprentissage basé sur la colonisation humaine de la Lune ; a remporté le prix Philip-K.-Dick en 1994.
- 1993 – Timesteps, Rune Press : un recueil de poèmes.
- 1997 – From the End of the Twentieth Century, NESFA Press  (ISBN 0-915368-74-9 et 0-915368-73-0) : un recueil de nouvelles, poésies et essais.
- 2000 – The Last Hot Time, Tor Books  (ISBN 0-312-85545-1) ; réédité en 2001 en livre de poche  (ISBN 0-312-87578-9) : fantasy urbaine dans un Chicago magique.
- 2004 – Heat of Fusion and Other Stories, Tor Books  (ISBN 0-312-85546-X) : un recueil de nouvelles et de poésie, sélectionné au prix World Fantasy en 2005.

### Jeux
- 1985 – The Yellow Clearance Black Box Blues, West End Games  (ISBN 0-87431-027-X) : une aventure pour le jeu de rôle Paranoïa.
- 1985 – Star Trek III, West End Games, avec Greg Costikyan et Doug Kaufman.
- 1991 – GURPS Time Travel, Steve Jackson Games, avec Steve Jackson  (ISBN 1-55634-115-6) : un livre de ressources pour le jeu de rôle GURPS.
- 1999 – GURPS Y2K, Steve Jackson Games, avec Steve Jackson et d’autres  (ISBN 1-55634-406-6) : un livre de ressources pour le jeu de rôle GURPS.
- 2000 – GURPS Traveller: Starports, Steve Jackson Games  (ISBN 1-55634-401-5) : un livre de ressources pour le jeu de rôle GURPS Traveller.
- 2005 – GURPS Infinite Worlds, Steve Jackson Games, avec Steve Jackson et Kenneth Hite (en)  (ISBN 1-55634-734-0) : un livre de ressources pour le jeu de rôle GURPS Traveller.

Ford a également écrit des manuels pour le jeu de rôle Star Trek (en), et plusieurs articles consacrés au jeu de rôle, dans Autoduel Quarterly, Pyramid, Roleplayer, Space Gamer, et Journal of the Travellers' Aid Society. Dans The Final Reflection, il décrit un jeu proche des échecs joués par les Klingons, le « klin zha ».

## Récompenses

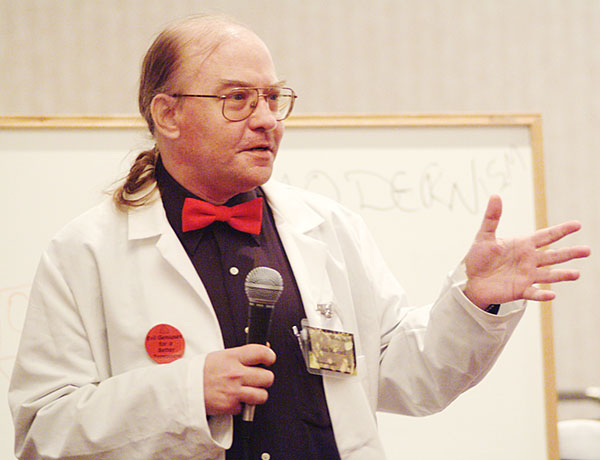
John M. Ford à la 38e en 2003.

### Prix obtenus
- 1984 – Prix World Fantasy du meilleur roman pour The Dragon Waiting.
- 1985 – Prix Origins du meilleur supplément de jeu de rôle, pour The Yellow Clearance Black Box Blues.
- 1989 – Prix Rhysling (en) du Long Poème pour Winter Solstice, Camelot Station.
- 1989 – Prix World Fantasy de la meilleure nouvelle pour Winter Solstice, Camelot Station (parue dans Invitation to Camelot).
- 1991 – Prix Origins du meilleur supplément de jeu de rôle, pour GURPS Time Travel.
- 1994 – Prix Philip-K.-Dick pour Growing Up Weightless.
- 2005 – Prix Origins du meilleur supplément de jeu de rôle de l’année, pour GURPS Infinite Worlds (en) 4th Edition.

### Sélections
- 1987 – Prix Rhysling (en) du Long Poème pour Fugue State (parue dans Under the Wheel).
- 1990 – Prix Rhysling (en) du Long Poème pour A Holiday in the Park (paru dans Weird Tales, hiver 1988/1989).
- 1991 – Prix Rhysling (en) du Long Poème pour Bazaar Day: Ballad (paru dans Liavek: Festival Week) et Cosmology: A User’s Manual (dans Asimov's Science Fiction, janvier 1990).
- 1995 – Prix Rhysling (en) du Long Poème pour Troy: The Movie (paru dans Weird Tales, printemps 1994).
- 1996 – Prix Theodore-Sturgeon pour Erase/Record/Play.
- 1996 – Prix Nebula de la meilleure nouvelle longue pour Erase/Record/Play (parue dans Starlight 1).
- 2005 – Prix World Fantasy du meilleur recueil de nouvelles pour Heat of Fusion and Other Stories.